# Pleotrichophorus glandulosus
Pleotrichophorus glandulosus är en insektsart som först beskrevs av Johann Heinrich Kaltenbach 1846.  Pleotrichophorus glandulosus ingår i släktet Pleotrichophorus och familjen långrörsbladlöss. Arten är reproducerande i Sverige.

## Underarter
Arten delas in i följande underarter:
- P. g. ispharinus
- P. g. glandulosus